# Чилкут (перевал)
Перевал Чилкут (англ. Chilkoot Pass) — горный перевал через хребет Баундари на границе между США и Канадой. Перевал использовался индейцами, а в конце 1890-х через него проходил основной маршрут старателей к местам клондайкской золотой лихорадки.
В настоящее время перевал охраняется властями США и Канады, входит в список национальных исторических памятников Аляски. Национальный исторический парк клондайкской золотой лихорадки на территории США и национальное историческое место Чилкут-Трэйл на территории Канады объединились в Международный исторический парк клондайкской золотой лихорадки.

## Физико-географическая характеристика

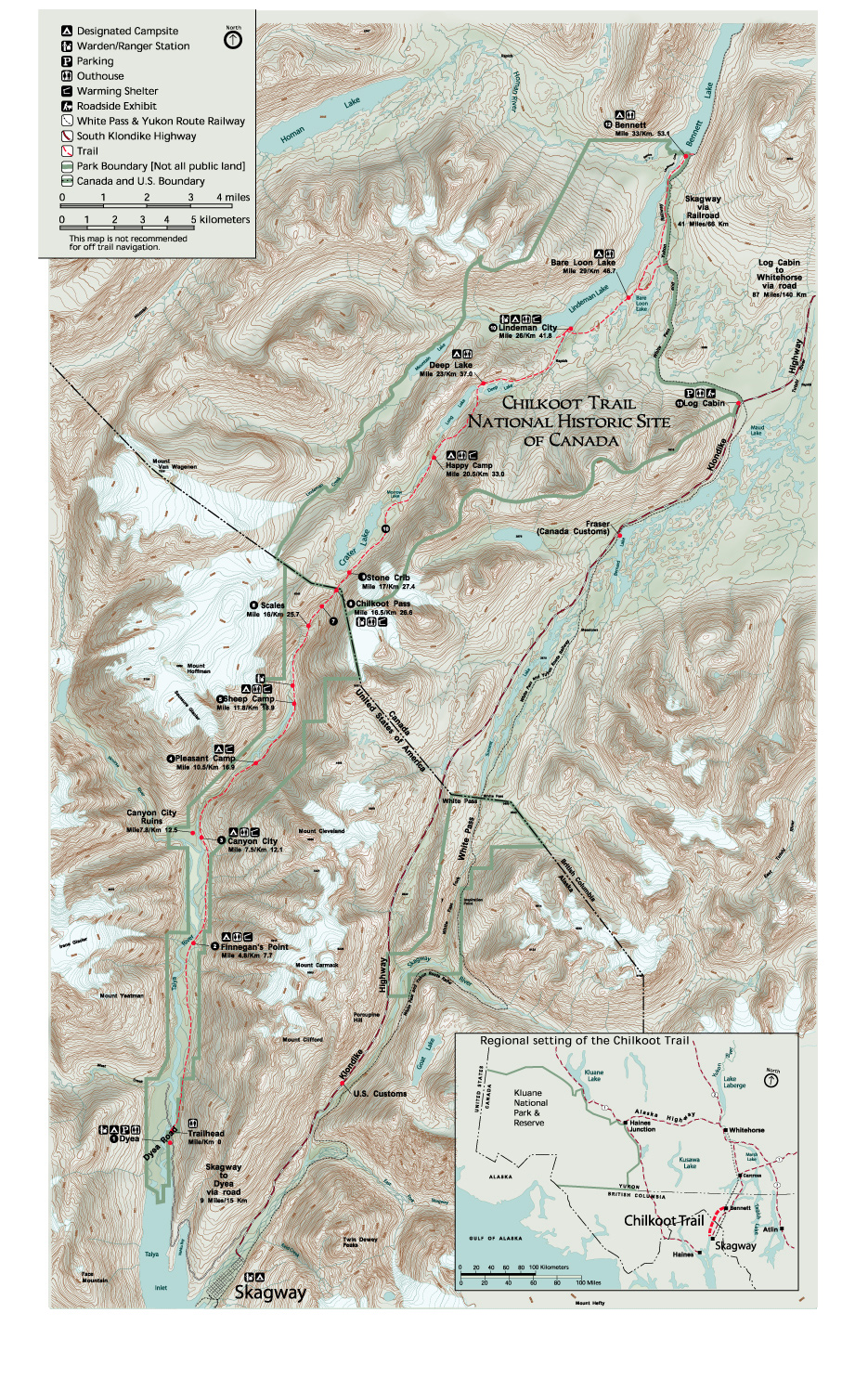
Карта перевала.

Перевал Чилкут расположен на границе между штатом Аляска, США, и провинцией Британская Колумбия, Канада. Маршрут начинается от моста через реку Taiya River в районе населённого пункта Дайи на Аляске и проходит до озера Беннетт. Длина перевала составляет 33 мили, большая часть которых проходится пешком. Преодоление маршрута занимает 3-5 дней.
Перевал Чилкут является одним из трёх коридоров через Береговой хребет, на котором нет ледников, его высота достигает 1074 метров. Перевал расположен в нескольких природных зонах: прибрежные леса в начале перевала на территории Аляски, альпийская тундра над уровнем лесов (941 метр) и субальпийские бореальные леса на территории Британской Колумбии около озёр Беннетт и Линдеман.
Климат перевала крайне тяжёлый, характеризуется сильными ветрами, метелями, слабой видимостью. Погодные условия могут очень быстро менятся. Температура варьируется в интервале от −1 °C до −46 °C, скорость ветра может достигать 22 м/с. В среднем в год выпадает более 5 метров снега.

## История

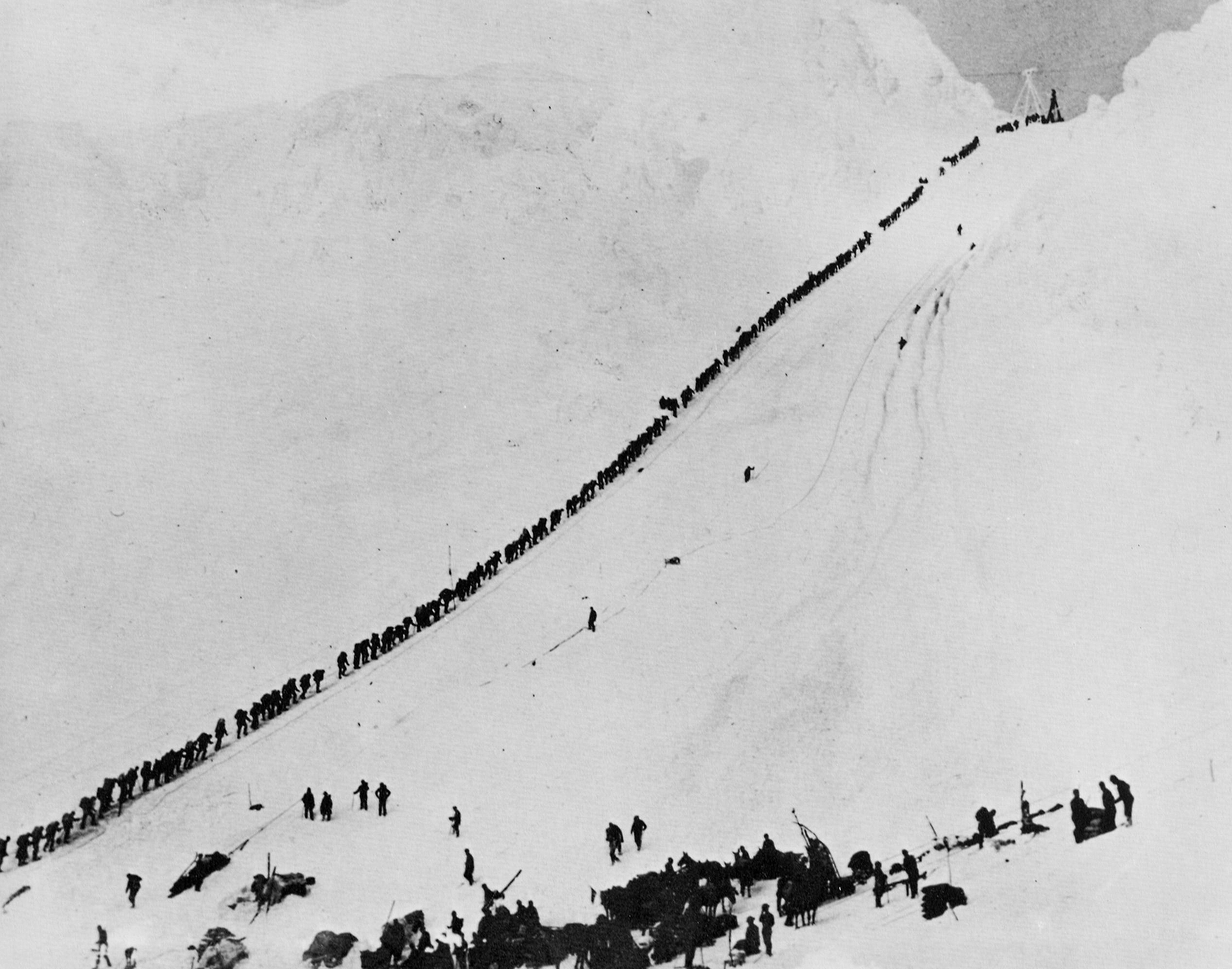
Старатели преодолевают перевал Чилкут.

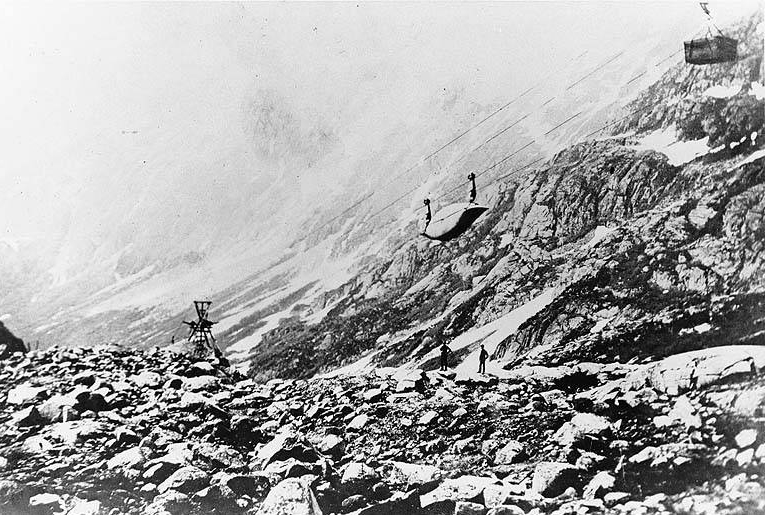
Канатная дорога через перевал.

Перевал являлся частью маршрута Чилкут, использовавшего тлинкитским племенем чилкут, которые жили на побережье океана и торговали с материковыми индейцами. С побережья тлинкиты доставляли рыбу, морских котиков и водоросли, получая взамен шкуры карибу, различные травы и другие материалы. Перевал охранялся племенем и по нему не могли пройти посторонние. Тем не менее, Джордж Холт был первым белым человеком, который преодолел перевал Чилкут в 1878 году. Он добыл небольшое количество золота, но намного важнее является тот факт, что он прошёл по перевалу обратно.
В 1880 году американские военные заключили договор с тлинкитами об использовании перевала Чилкут:стр.32. В том же году перевалом воспользовалось 50 старателей, по столько же в 1882 и 1883 годах, ещё 75 старателей преодолели перевал в 1884 году. В 1885 году, когда золото было найдено на реке Стьюарт, перевал преодолело 200 человек. После начала золотой лихорадки перевал стал основным маршрутом старателей. В 1897—1898 годах, в самый разгар золотой лихорадки, его преодолело по разным оценкам от 20 до 30 тысяч человек.
Для установления канадского суверенитета над территорией на перевале Чилкут, как и на соседних перевалах, были оборудованы посты Северо-Западной конной полиции. Кроме того, рядом с перевалом было построено несколько канатных дорог. В 1900 году через соседний перевал Уайт была построена железная дорога, и перевал Чилкут пришёл в запустение.
В 1960-х годах маршрут был восстановлен для туристов.

## Лавины
На всём протяжении перевала высока вероятность лавин, в особенности между лагерем Шип и озером Дип, а также в каньоне Мус-крик (см. схему). После того как весной 1898 года на перевале Чилкут прошла серия лавин, в результате которой погибло более 50 человек, многие старатели поспешили отправиться в Скагуэй, чтобы воспользоваться перевалом Уайт.

## Перевал в искусстве
Перевал упоминается в романах Джека Лондона, который именно по нему добирался в Клондайк.
На одном из участков перевала стационарная камера снимала старателей на маршруте.